# Арменистика
Арменистиката (на арменски: հայագիտություն, произнася се hayagitutʰyun) е област на хуманитарните науки, обхващаща арменската история, литература, език и култура. По своите географски, хронологични, исторически и културологични характеристики арменистиката се намира в тясна връзка с индоевропеистиката, урартологията, иранистиката, кавказологията, византологията и асирологията.

## Възникване и начален етап от развитието на арменистиката (1700–1800 г.)
Първите прояви на изучаването на арменския език като дял от арменистиката могат да бъдат проследени назад във времето чак до V век, откогато датира староарменският превод с тълкувания на „Граматическото изкуство“ на Дионисий Тракийски (170–90 пр.Хр.).
Като модерна наука основите на арменистиката са положени през XVIII век от Мхитаристката бенедиктинска конгрегация (лат. Benedictina Congregatio Mechitarista) във Венеция. Този основан през 1712 г. от Мхитар Себастаци (1676–1749) (арм. Մխիթար Սեբաստացի) арменски монашески орден има три главни задачи: да разпространява католицизма сред арменците, образователна мисия и научна мисия. В рамките на третата задача мхитаристите съставят и издават първата граматика на староарменския език (1730 г.), а през 1749 г. и първия том на армено-латински речник със заглавие „Речник на хайказкия език“ («Բառգիրք հայկազեան լեզուի»), съдържащ 37 000 думи. Вторият том, излязъл през 1769 г., след смъртта на Мхитар Себастаци, съдържа 85 000 думи. Мхитар Себастаци е автор и на съчинението „Двери към граматиката“ (1727 г.), което представлява първата граматика на западния вариант на ранния новоарменски език. По този начин началните стъпки на научната арменистика са оказват в областта на лексикографията.
През втората половина на XVIII век започва да се развива и историографското направление в арменистиката. Негов основоположник е венецианският мхитарист Микаел Чамчиян (1738–1823) (арм. Միքայել Չամչյան), автор на тритомната „История на арменците от началото на света до 1784 г. по Христа“ («Պատմութիւն Հայոց ի սկզբանէ աշխարհի մինչև ցամ տեառն 1784»), отпечатана във Венеция в периода 1784–1786 г. През следващите десетилетия нови арменистични центрове възникват във Виена, Москва, Санкт Петербург, Тифлис, Константинопол, Париж, Лондон, Берлин, Лайпциг, както и в Ечмиадзин в самата Армения.

## Арменистиката в периода 1800–1920 г.
През този период арменистиката преживява бурен подем, развивайки се в следните направления: езикознание, история, география, етнография, археология.

## Арменско езикознание
През XIX век лексикографията продължава да се развива благодарение на разработките на Г. Сюрмелян, М. Авгерян, М. Каджуни, М. Потурян, Г. Авгерян, А. Азарян, А. Дузян, Е. Франгян и др. През същия период възниква и се развива и сравнително-историческото изучаване на арменския език благодарение на трудовете на арменски и европейски езиковеди като Г. Петерман, Ф. Виндшман, Ф. Боп, Ф. Мюлер, К. Патканов (Патканян), Х. Хюбшман. Особено големи са заслугите на френския лингвист Антоан Мейе, който обособява арменския като отделна група в семейството на индоевропейските езици. Дотогава лингвистите, поради големия брой ирански заемки, погрешно отнасят арменския към иранската езикова група.

## История и изворознание
Началото на арменското изворознание е поставено през 1695 г. с отпечатването в Амстердам на „История на арменците“ (ок. 482 г.) на Мовсес Хоренаци, смятан за баща на арменската историческа наука.
През втората половина на XVIII и през XIX век интересът към късноантичните и средновековни арменски автори и текстове расте прогресивно. Така, благодарение на усилията на венецианските мхитаристи, на арменските патриаршии в Ечмиадзин и Йерусалим и на арменистите Антоан дьо Сен-Мартен, Мари Бросе, Виктор Ланглоа, Мкртич Емин (арм. Մկրտիչ Էմին), Йозеф Маркварт в оригинал или в превод на руски, френски и немски език са публикувани важни арменски автори като Мовсес Хоренаци, Йезник Колбаци, Паустос Бюзанд (V век), Йелише, Лазар Парпеци (V век), Анания Ширакаци, Мовсес Каланкатуаци (VIII век), Левонд (VIII век), Степаннос Таронеци, Аристакес Ластивертци (ХI век), Маттеос Урхайеци (Матей Едески, (ХII век)), Вардан Аревелци, Степаннос Орбелян (ХIII век).
Едновременно с изворознанието се развива и историческата наука. През XIX – първата четвърт на ХХ век на нейното поприще работят историци и ориенталисти като Карапет Костанян (арм. Կարապետ Կոստանյան), Гхевонд Алишан (арм. Ղևոնդ Ալիշան), Магхакия Орманян (арм. Մաղաքիա Օրմանյան), Мататия (Антон) Гарагашян (арм. Մատաթիա (Անտոն) Գարագաշյան), Аракел Бабаханян (Лео) (арм. Առաքել Գրիգորի Բաբախանյան – Լեո), Григор Халатянц (арм. Գրիգոր Խալաթյանց), Нерсес Акинян (арм. Ներսես Ակինյան), Карапет Тер-Мкртчян (арм. Կարապետ Տեր-Մկրտչյան), Шарл Дил, Жак дьо Морган, Валерий Брюсов.

## География
Началото ѝ е поставено от Степанос Кювер Агонц (1740–1824) (арм. Ստեփանոս Գյուվեր Ագոնց) и Гхукас Инчичян (1758–1833) (арм. Ղուկաս Ինճիճյան). В периода 1806 – 1827 г. те издават във Венеция десеттомна поредица със заглавие „География на четирите части на света“ («Աշխարհագրութիւն չորից մասանց աշխարհի»).
Следващият етап от развитието на арменската география е белязан от трудовете на мхтаристкия монах Гхевонд Алишан (1820–1901). За разлика от Агонц и Инчичян, които целят създаване на всеобхватен географски компедиум в духа на древната арменска традиция, въплътена в географския труд на Анания Ширакаци „Ахшарацуйц“, Алишан предпочита да работи върху географията историческите арменски земи. В резултат на усилията му бял свят виждат съчиненията „Топография на Велика Армения“ (Венеция, 1855) (арм. «Տեղագիր Հայոց Մեծաց»), „Ширак. Топографско описание“ (Венеция, 1881) (арм. «Շիրակ. Տեղագրութիւն պատկերացոյց»), „Айрарат. Природата на Армения“ (Венеция, 1890) (арм. «Այրարատ. Բնաշխարհ Հայաստանեայց»), „Сисакан. Топография на областта Сюник“ (Венеция, 1893) (арм. «Սիսական. Տեղագրութիւն Սիւնեաց աշխարհի») и „Сисван или арменска Киликия. Географско и историческо описание“ (Венеция, 1899) (фр. „Sissouan ou l'Arméno-Cilicie. Description géographique et historique“).

## Етнография
Основоположник на арменската етнография е Гарегин Срвандзтян (1840–1892) (арм. Գարեգին Սրվանձտյան), фолклорист, филолог и игумен на манастира „Сурп Карапет“ („Свети Йоан Предтеча“) в околностите на днешния турски град Муш. В продължение на дълги години Срвандзтян кръстосва арменските земи, за да записва народни обичаи, легенди, приказки и песни. Тях той събира и публикува в сборниците „Гроц-броц и Давид Сасунски или портата на Мхер“ (Константинопол, 1874) (арм. «Գրոց ու բրոց եւ Սասունցի Դաւիթ կամ Մհերի դուռ»), „Хнов йев Нороц“ (Константинопол, 1874) (арм. «Հնոց եւ նորոց»),  „Манана“ (Константинопол, 1876) (арм. «Մանանայ»), „Хамов-Хотов“ (Константинопол, 1884) (арм. «Համով–հոտով»). Освен Срвандзтян, през същия период в областта на арменската етнография и фолклор работят и учени и иследоваватели като католикос Мкртич I Хримян (1820–1907) (арм. Մկրտիչ Ա Խրիմյան), Ерванд Лалаян (арм. Երվանդ Լալայան), Франсоа Льонорман, Жак дьо Морган и др.

## Археология
Първите сериозни разкопки в Армения започват сравнително късно, чак през 70-те години на XIX век. През дореволюционния период особено важни са разкопките на Николай Марр в средновековната арменска столица Ани между 1892–1893 и 1904–1917 г., както и тези на Карл Лехман-Хаупт при Топрак-Кале в околностите на град Ван и на Ашхарбек Калантар (арм. Աշխարհբեկ Քալանթար) в Ани. През 1919 г. Калантар основава катедра „Археология“ в Ереванския държавен университет.

## Арменистиката от 1920 г. до наши дни
През 1920 г., след краткото просъществуване на Първата арменска република (1918–1920 г.), Армения влиза в състава на Съветския съюз. Веднъж дошла на власт, Арменската комунистическа партия предприема мащабни реформи в страната. Образованието е сред приоритетите на новото управление.
За да улесни достъпа до образование на населението, комунистическата партия провежда реформа, целяща опростяване на наследения от V век правопис. Реформата протича протича на два етапа – през 1922 и 1940 г.  Вариантът на азбуката, установен през 1940 г., е в основата на съвременния правопис в Република Армения. Арменската диаспора в Европа и Северна Америка обаче не приема реформата и продължава да употребява класическия средновековен правопис.
Големите усилия за изграждането на началното, средното и висшето образование в Армения водят и до подем на арменистиката, като от 20-те години на ХХ век държавата застава непосредствено зад нейното развитие. През 1919 г. отваря врати Ереванският държавен университет (арм. Երևանի պետական համալսարան), през 1921 г. е основан Арменският научен институт (арм. Հայաստանի գիտության ինստիտուտ). Пак през същата година е създаден в първоначалния си вариант и Институтът за древни ръкописи „Месроп Мащоц“, по-известен като Матенадаран (арм. Մատենադարան). През 1943 г. са положени основите на Академията на науките на Армения (арм. Հայաստանի գիտությունների ազգային ակադեմիա) със следните арменистични институти: по арменски език, литература, история, изкуство, ориенталистика.
През десетилетията след 1920 г. постепенно арменистиката в Армения изпреварва тази в Европа и Америка, която не се радва на държавна подкрепа. Държавната подкрепа обаче има и своята цена, свързана с идеологизиране на науката.
През социалистическия период сред големите имена на арменистиката в Армения и Съветския съюз са историците Акоп Манандян (арм. Հակոբ Մանանդյան), Сурен Еремян (арм. Սուրեն Երեմյան), Алексей Сукиасян (арм. Ալեքսեյ Սուքիասյան), Рач Бартикян (арм. Հրաչ Բարթիկյան), Сурен Аревшатян (арм. Սուրեն Արևշատյան), Виада Арутюнова-Фиданян (арм. Վիադա Հարությունովա-Ֆիդանյան), Арам Тер-Гевондян (арм. Արամ Նահապետի Տեր-Ղևոնդյան), Карен Юзбашян (арм. Կարեն Յուզբաշյան), изкуствоведите Камила Тревер и Бабген Аракелян (арм. Բաբկեն Առաքելյան), археолозите Ярослав Дашкевич,  Борис Пиотровский, Торос Тораманян (арм. Թորոս Թորամանյան), Геворг Тирацян (арм. Գևորգ Տիրացյան), Каро Кафандарян (арм. Կարո Ղաֆադարյան), Седрак Бархударян (арм. Սեդրակ Բարխուդարյան), Степан Есаян (арм. Ստեփան Եսայան), езиковедите Рачия Ачарян (арм. Հրաչյա Աճառյան), Григор Капанцян (арм. Գրիգոր Ղափանցյան), Геворг Джаукян (арм. Գևորգ Ջահուկյան), Ашот Абраамян (арм. Աշոտ Աբրահամյան), литературоведът Манук Абегян (арм. Մանուկ Աբեղյան) и др.
През същия период и в по-ново време на Запад работят арменисти и ориенталисти като Николай Адонц (арм. Նիկողայոս Ադոնց), Мари Луиз-Шомон (Marie-Louise Chaumont), Хайк Берберян (арм. Հայկ Պէրպէրեան), Нина Гарсоян (Nina Garsoïan), Дикран Куюмджиян (арм. Տիգրան Գույումճեան), Рач Мартиросян (Հրաչ Մարտիրոսյան), Елизабет Редгейт, Кирил Туманов, Ричард Хованисян, Джеймс Р. Ръсел, Симон Паяслиян, Тео Маартен Ван Линт и др.

## Арменистиката в България
До края на ХХ век арменистиката в България се развива до голяма степен на любителски начала, като по правило арменистите са представители на арменската общност.
Академичното развитие на арменистиката в България започва през 1995 г., когато в отговор на все по-засилващите се връзки между Република България и Република Армения в областта на икономиката, науката и културата в Софийския университет e създадена специалността „Арменска филология“.
С оглед на необходимостта от познаване не само на Армения, но и на другите народи в Прикавказието, от учебната 2009/2010 г. специалността е преименувана на „Арменистика и кавказология“, като в учебния план са добавени нови дисциплини с етноложка, литературна, историческа, културологическа, демографско-социологическа и геополитическа насоченост към Кавказкия регион.
Специалността „Арменистика и кавказология“ е част от катедра „Класически Изток“ в Центъра за източни езици и култури на СУ „Св. Климент Охридски“.

## Български арменисти (по азбучен ред)
- Агоп Гарабедян

- Агоп Гилигян

- Агоп Мелконян

- Агоп Орманджиян

- Антоанета Ангелова
- Ара Маргос
- Арманд Басмаджиян
- Арпине Пилигян

- Вартануш Топакбашян

- Гаро Хайрабедян

- Евгения Мицева

- Едуард Селян

- Еожени Сакъз

- Зари Танкарян
- Михран Бохосян

- Нерсес Касабян

- Петър Голийски

- Саркис Саркисян

- Степан Агукян